# 多元論
多元論（英語：Pluralism）是一种哲學理論，認同一個以上的終極真理與價值，只要各有其理性基礎，並適當地作為選項供個人選擇。若指提倡較大社群中不同民族、種族、宗教或社會群體的完全參與之文化運動，則用「多元文化主義」。
物质多元論認為世界由不同元素所組成（有別於一元論的單一元素），如恩培多克勒所說的「水、風、火、地」其組成萬物的能量來自愛（英語：Love，「結合」）和恨（英語：discord，「分開」）其後，阿那克萨哥拉則提出構成宇宙的原質不限於這四種，而是無數的「種子（英語：seeds）」，由理性（英語：nous）作用發生聚散。
物质多元论，如水風火地四大说，如金水木火土五行说，又如古希腊时期的原子说。
精神多元论，如莱布尼茨的单子说。
身心二元论，比较著名的是笛卡尔的身心二元论。
多元论认为世界的本原并不是一、而是多。